# Rågholmen (vid Öby, Raseborg)
Rågholmen är en ö i Finland. Den ligger i Skärgårdshavet eller Finska viken och i kommunen Raseborg i den ekonomiska regionen  Raseborg i landskapet Nyland, i den sydvästra delen av landet. Ön ligger omkring 100 kilometer väster om Helsingfors.
Öns area är 7,5 hektar och dess största längd är 370 meter i sydväst-nordöstlig riktning. I omgivningarna runt Rågholmen växer i huvudsak barrskog.